# Бучум-Орля
Бучум-Орля (рум. Bucium-Orlea) — село у повіті Хунедоара в Румунії. Входить до складу комуни Синтемерія-Орля.
Село розташоване на відстані 275 км на північний захід від Бухареста, 31 км на південь від Деви, 138 км на південь від Клуж-Напоки, 139 км на схід від Тімішоари.

## Населення
За даними перепису населення 2002 року у селі проживали 196 осіб, усі — румуни. Усі жителі села рідною мовою назвали румунську.